# Titularbistum Ubaza
Ubaza ist ein Titularbistum der römisch-katholischen Kirche. 
Das Bistum Ubaza war in Numidien angesiedelt, einer historischen Landschaft in Nordafrika, die weite Teile der heutigen Staaten Tunesien und Algerien umfasst.
| Titularbischöfe von Ubaza |                                      |                                              |                  |                  |
| Nr.                       | Name                                 | Amt                                          | von              | bis              |
| 1                         | Aston Sebastian Joseph Chichester SJ | Apostolischer Vikar von Salisbury (Simbabwe) | 4. März 1931     | 1. Januar 1955   |
| 2                         | Patrick H. Cronin SSCME              | Prälat von Ozamis (Philippinen)              | 24. Mai 1955     | 13. Oktober 1970 |
| 3                         | Eduardo Herrera Riera                | Weihbischof in Barquisimeto (Venezuela)      | 31. Oktober 1970 | 5. Juli 1994     |
| 4                         | Francis Xavier Irwin                 | Weihbischof in Boston (USA)                  | 24. Juli 1996    | 30. Oktober 2019 |
| 5                         | José María Baliña                    | Weihbischof in Chascomús (Argentinien)       | 1. Februar 2025  |                  |